# Invalidenstraße

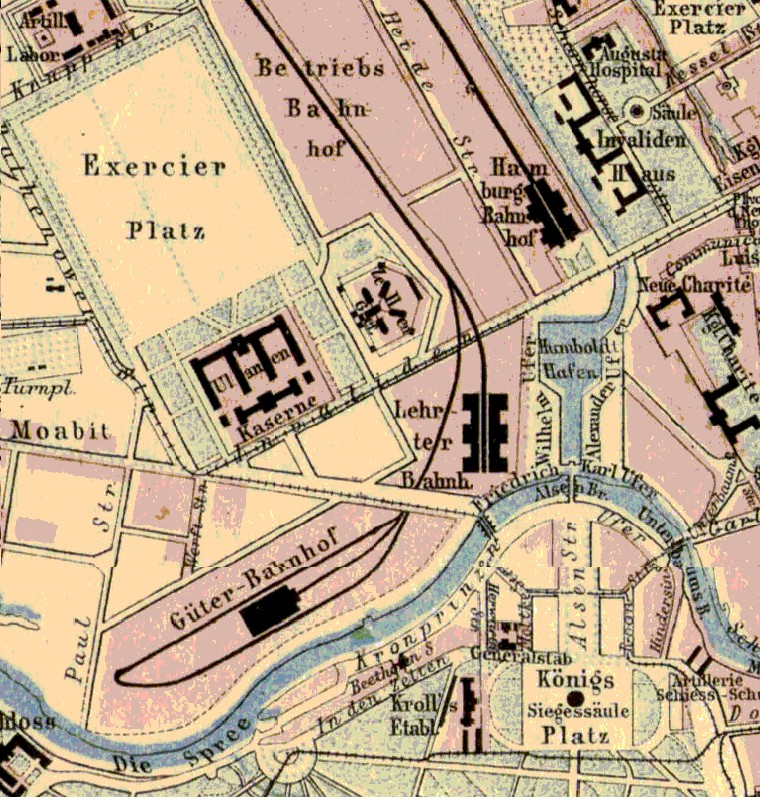
Plano de Berlín de 1875 donde se muestra la Invalidenstraße.

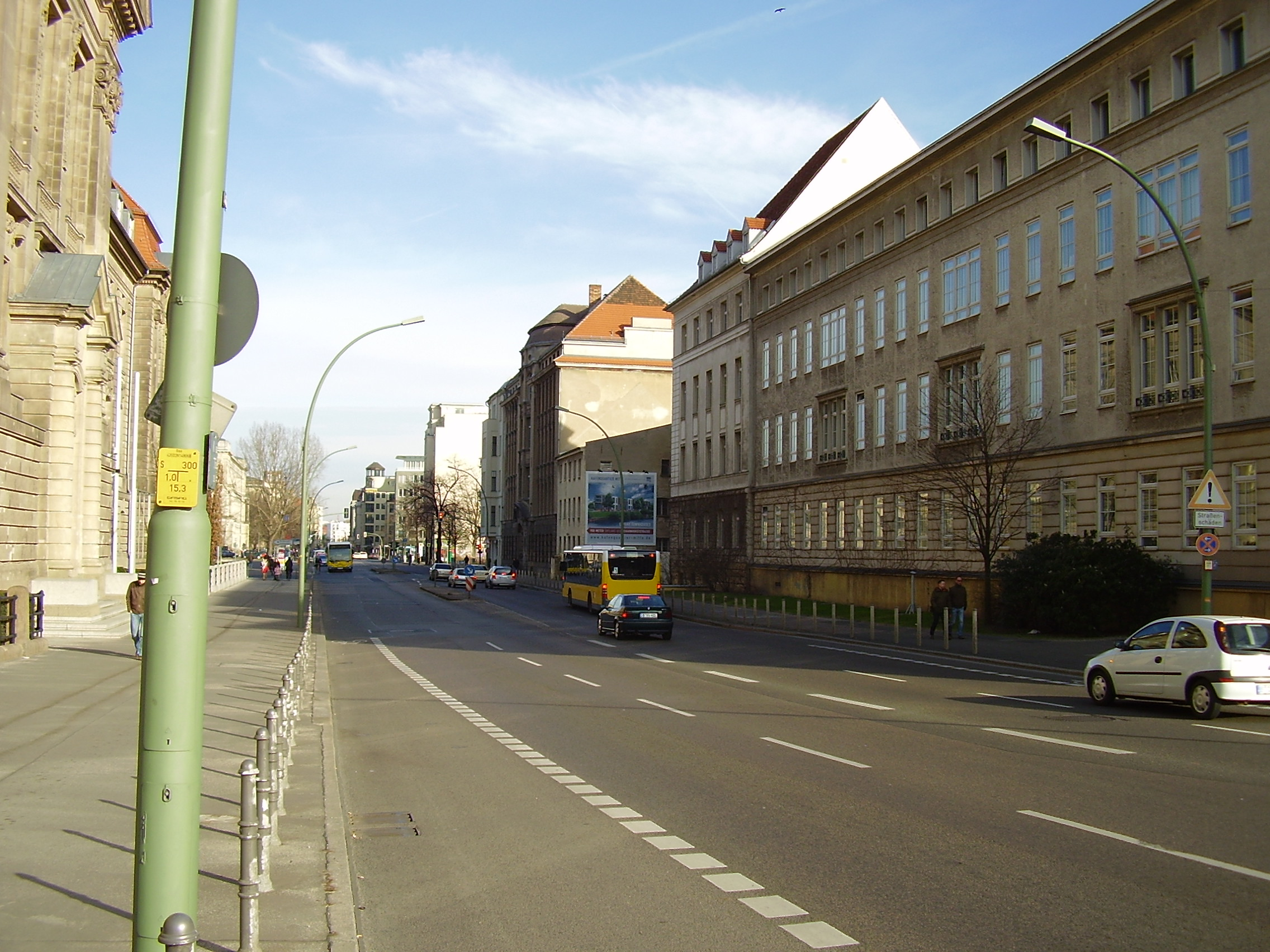
Invalidenstraße.

La Invalidenstraße es una calle en Berlín, en la que había un paso fronterizo en la época de la República Democrática Alemana. Transcurre en sentido oeste-este a lo largo de 3 kilómetros a través de los barrios de Moabit y Mitte. En la Invalidenstraße se localizaban tres grandes estaciones de ferrocarril: la Stettiner Bahnhof, la Hamburger Bahnhof y la Lehrter Bahnhof.
A lo largo de la Invalidenstraße se encuentran numerosas instituciones públicas. En la otrora estación de ferrocarril de Hamburger Bahnhof está ahora el Museum für Gegenwart. 
Hacia el este se sigue hacia el Invalidenpark, el Ministerio Nacional de Transporte, Construcción y Desarrollo Urbano de Alemania, el Museo de Historia Natural de Berlín y las facultades de Agricultura y Horticultura de la Universidad Humboldt de Berlín. Al sur de la Invalidenstraße se ubican varios campus de varios institutos e instituciones. 

## Historia
La calle fue construida en el siglo XIII, con el nombre de Spandauer Heerweg. El actual nombre de la calle tiene su origen en el nombre de la residencia de Federico II de Prusia, la Invalidenhaus. En 1748, se atendían en esa residencia a los veteranos de guerra de la Primera y de la Segunda Guerra de Silesia. En este edificio se encuentra una parte del Ministerio Federal de Economía y Tecnología. En esta calle se encuentra también el Ulanenkaserne. 
La Invalidenstraße era uno de los puntos fronterizos cuando existía la RDA. Tras la reunificación de Berlín, se convirtió en una gran e importante red vial.